# Parafia Matki Bożej Królowej Pokoju w Siekierkach
Parafia pw. Matki Bożej Królowej Pokoju w Siekierkach – parafia rzymskokatolicka, należąca do dekanatu Cedynia, archidiecezji szczecińsko-kamieńskiej, metropolii szczecińsko-kamieńskiej. W parafii posługują księża archidiecezjalni. Według stanu na wrzesień 2018 proboszczem parafii był ks. Bogdan Przybysz. 

## Miejsca święte

### Kościół parafialny
Kościół Matki Bożej Królowej Pokoju w Siekierkach

### Kościoły filialne i kaplice
- Kościół Miłosierdzia Bożego w Starym Kostrzynku[1]
- Kościół Najświętszego Serca Pana Jezusa w Starej Rudnicy[1]
- Kościół Chrystusa Dobrego Pasterza w Starych Łysogórkach[1]